# Got to Get
Got to Get is een nummer van het Zweedse producersduo Rob 'n' Raz uit 1989, met vocalen van de eveneens Zweedse rapster Leila K. Het is de eerste single van hun titelloze debuutalbum.
De tekst van het nummer moedigt de luisteraar aan unieke kwaliteiten te omarmen, hard te werken en hun ambities onbevreesd na te streven. Het toont de vastberadenheid van Leila K om een blijvende impact achter te laten in de muziekindustrie; ze moedigt anderen aan hetzelfde te doen. "Got to Get" werd een hit in Noord- en Midden-Europa, met bijvoorbeeld een 9e positie in Zweden, het thuisland van zowel Rob'n'Raz als Leila K. In de Nederlandse Top 40 was het nog succesvoller met een 2e positie, terwijl in de Vlaamse Radio 2 Top 30 de 5e positie werd gehaald.

## Tracklijst
7"-single
1. "Got to Get" - 3:45
2. "Got to Get" (Hitman's Home Mix) - 5:25